# ヒュンダイ・H350
ヒュンダイ・H350 (Hyundai H350) は韓国の現代自動車が欧州市場で販売するバン型の商用車である。車名のH350は車両総重量 (GVW) が3.5トンであることに由来する。韓国市場では「ソラティ」（Solati, ハングル: 쏠라티、ソラチとも） の車名で乗用バス車が販売されているが、車名はラテン語でcomfortを意味する語（solati）である。

## 概要
2014年9月、IAA（ハノーファーモーターショー）にて「H350」の名で発表された。ヒュンダイ初の欧州市場に特化した多目的商用車であり、ボディタイプもカーゴバン（GVW3.5トン、2/3人乗り）、乗用バス（GVW4トン、14/15/16人乗り）、フラットベッドトラックの3種類が用意される。2015年4月にはソウルモーターショーにおいて「ソラティ」の名で韓国初公開された。
外観は近年のヒュンダイの乗用車と同様、フロントバンパー一体型の六角形グリルが採用されており、ヘッドランプにはLEDデイタイムランニングライトが組み込まれている。モノコック構造の車体には高張力鋼板が75%使用されている。
荷室長、荷室幅、荷室高はそれぞれ3,780mm、1,795mm、1,955mmで、最大積載量は2.5トンである。
ダッシュボードには4.2インチのTFT LCDディスプレイが組み込まれており、オプションでAndroidベースの8インチのAVN（オーディオ、ビデオ、ナビゲーション）システムも用意されている。
エンジンは2種類の直列4気筒 2497cc ディーゼルが用意される。低出力版は最高出力110kW (150ps)、最大トルク373Nmで、高出力版は最高出力125kW (170ps) 、最大トルク422Nmである。いずれもEURO5排出ガス基準に準拠している。トランスミッションは6速マニュアルトランスミッションのみ。
H350の製造はヒュンダイと長年の提携関係にあるトルコの商用車製造会社カルサンによって行われる。2015年5月14日から製造が開始された。同月からトルコ国内で、翌6月から欧州8ヵ国で発売を開始する。